# Вечтомов, Александр Олегович
Александр Олегович Вечтомов (укр. Олександр Олегович Вечтомов; род. 11 января 1988, Киев) — украинский футболист, выступает на позициях защитника и полузащитника.

## Биография
Воспитанник футбольных школ «Смена-Оболонь» и «Борисфен». Свои первые профессиональные шаги футбольной карьеры делал в молодёжном составе симферопольской «Таврии» (24 матча), также в свои 19 лет успел провести 5 официальных матчей в первой лиге за крымскую «Крымтеплицу».
В 2007 году вернулся в родной Киев, где в течение двух лет выступал за «Оболонь-2», в 2009 году провел 6 матчей за винницкую «Ниву». Впоследствии провел два мощных сезона за «Звезду» (Кировоград) и ФК «Сумы», с которыми стал серебряным призёром второй лиги. В 2011 году по приглашению главного тренера черновицкой «Буковины» Вадима Заяца пополнил состав клуба, где смог закрепиться и стать ключевым игроком команды.
После двух с половиной лет в составе «Буковины», зимой 2014 года перебрался в «Нефтяник-Укрнефть», где так же смог закрепиться и стать ключевым игроком. В 2016 году Александр вместе с командой дошёл до четвертьфинальной стадии кубка Украины, но принять участие в матче 1/4 финала не удалось из-за тяжелых погодных условий. 2 декабря 2016 года прекратил сотрудничество с клубом.
17 января 2017 года подписал контракт с клубом «Ингулец», но уже в июле того же года присоединился к составу киевского «Арсенала», где сыграл 17 матчей во всех турнирах и в зимнее межсезонье покинул команду. В феврале 2018 года подписал полтора летний контракт с клубом второй лиги «Полесье» (Житомир), однако в середине марта по просьбе Вечтомова контракт досрочно был расторгнут.
В конце того же месяца был заявлен за МФК «Николаев», который по завершении 2017/18 сезона покинул. Однако уже вскоре стал игроком перволигового грузинского клуба «Мерани» (Мартвили). В марте 2019 года подписал контракт с хорошо ему знакомым клубом: «Буковина», за который выступал до завершения 2018/19 сезона. Карьеру решил продолжить снова в Грузии, выступая за клуб из Тбилиси — «Шевардени».

## Достижения
- Победитель Первой лиги Украины: 2017/18 (1-я ч. с.)
- Серебряный призёр Второй лиги Украины: 2010/11

## Статистика
| Клуб              | Лига         | Сезон   | Чемпионат | Чемпионат | Кубок | Кубок | Дубль | Дубль |
| Клуб              | Лига         | Сезон   | Игры      | Голы      | Игры  | Голы  | Игры  | Голы  |
| ----------------- | ------------ | ------- | --------- | --------- | ----- | ----- | ----- | ----- |
| Таврия            | Премьер-лига | 2005/06 |           |           |       |       | 24    | 0     |
| Крымтеплица       | Первая лига  | 2006/07 | 5         | 0         |       |       |       |       |
| Оболонь-2         | Вторая лига  | 2006/07 | 10        | 0         |       |       |       |       |
| Оболонь-2         | Вторая лига  | 2007/08 | 23        | 5         |       |       |       |       |
| Оболонь-2         | Вторая лига  | 2008/09 | 21        | 3         |       |       |       |       |
| Нива              | Вторая лига  | 2008/09 | 6         | 0         |       |       |       |       |
| Звезда            | Первая лига  | 2009/10 | 23        | 0         | 1     | 0     |       |       |
| Сумы              | Вторая лига  | 2010/11 | 23        | 0         | 1     | 0     |       |       |
| Буковина          | Первая лига  | 2011/12 | 27        | 2         | 2     | 0     |       |       |
| Буковина          | Первая лига  | 2012/13 | 24        | 0         |       |       |       |       |
| Буковина          | Первая лига  | 2013/14 | 15        | 0         | 2     | 0     |       |       |
| Нефтяник-Укрнефть | Первая лига  | 2013/14 | 8         | 0         |       |       |       |       |
| Нефтяник-Укрнефть | Первая лига  | 2014/15 | 24        | 2         |       |       |       |       |
| Нефтяник-Укрнефть | Первая лига  | 2015/16 | 25        | 4         | 2     | 1     |       |       |
| Нефтяник-Укрнефть | Первая лига  | 2016/17 | 12        | 1         | 2     | 2     |       |       |
| Ингулец           | Первая лига  | 2016/17 | 9         | 0         |       |       |       |       |
| Арсенал-Киев      | Первая лига  | 2017/18 | 15        | 0         | 2     | 1     |       |       |
| Николаев          | Первая лига  | 2017/18 | 3         | 0         |       |       |       |       |
| Мерани            | Первая лига  | 2018    | 1         | 0         |       |       |       |       |
| Буковина          | Вторая лига  | 2018/19 | 9         | 0         |       |       |       |       |
| Шевардени         | Первая лига  | 2019    | 17        | 0         |       |       |       |       |
| Шевардени         | Первая лига  | 2020    | 6         | 0         |       |       |       |       |

| Турниры                      | Матчи | Количество забитых мячей |
| ---------------------------- | ----- | ------------------------ |
| Первая лига Украины          | 190   | 9                        |
| Кубок Украины                | 12    | 4                        |
| Первая лига Грузии           | 24    | 0                        |
| Вторая лига Украины          | 92    | 8                        |
| Молодёжный чемпионат Украины | 24    | 0                        |
| Всего за карьеру             | 342   | 21                       |